# Crocidura hilliana
Crocidura hilliana är en däggdjursart som beskrevs av Jenkins och Smith 1995. Crocidura hilliana ingår i släktet Crocidura och familjen näbbmöss. IUCN kategoriserar arten globalt som otillräckligt studerad. Inga underarter finns listade i Catalogue of Life.
Denna näbbmus förekommer med flera från varandra skilda populationer i Laos och Thailand. Den vistas i regioner som ligger 540 till 1000 meter över havet. Habitatet är ett landskap med karst samt med lövfällande skogar, delvis städsegröna skogar, bambuansamlingar, buskskogar och risodlingar. Arten jagas bland annat av ugglor.